# Psammoecus bipunctatus
Psammoecus bipunctatus är en skalbaggsart som först beskrevs av Fabricius 1792.  Psammoecus bipunctatus ingår i släktet Psammoecus, och familjen smalplattbaggar. Arten är reproducerande i Sverige.